# Bombardier Flexity
Bombardier Flexity — серія сучасних трамваїв і легкорейкового рухомого складу виробництва «Bombardier Transportation», з 2021 року підрозділ французької компанії «Alstom».
Станом на 2015 рік понад 3500 вагонів «Flexity» експлуатуються по всьому світу в Європі, Азії, Океанії та Північній Америці в 100 містах із 20 країн світу.

Виробництво рухомого складу здійснюється на заводах «Bombardier»

та місцевими виробниками по всьому світу через угоди про передачу технологій.

Усередині «Alstom Flexity» доповнює асортимент «Citadis».
Серед сторонніх конкурентів — Combino, Avanto і Avenio від Siemens Mobility, Tango і Variobahn від Stadler Rail, CAF Urbos і Sirio від AnsaldoBreda в усьому світі, а також Siemens S70/S700, U2, SD-100, SD-SD-160, SD-400 та 460 та S200, а також ЛРТ та трамваї від Kinki Sharyo, Brookville Equipment Corporation та Škoda/Inekon/United Streetcar у Північній Америці.

## Огляд

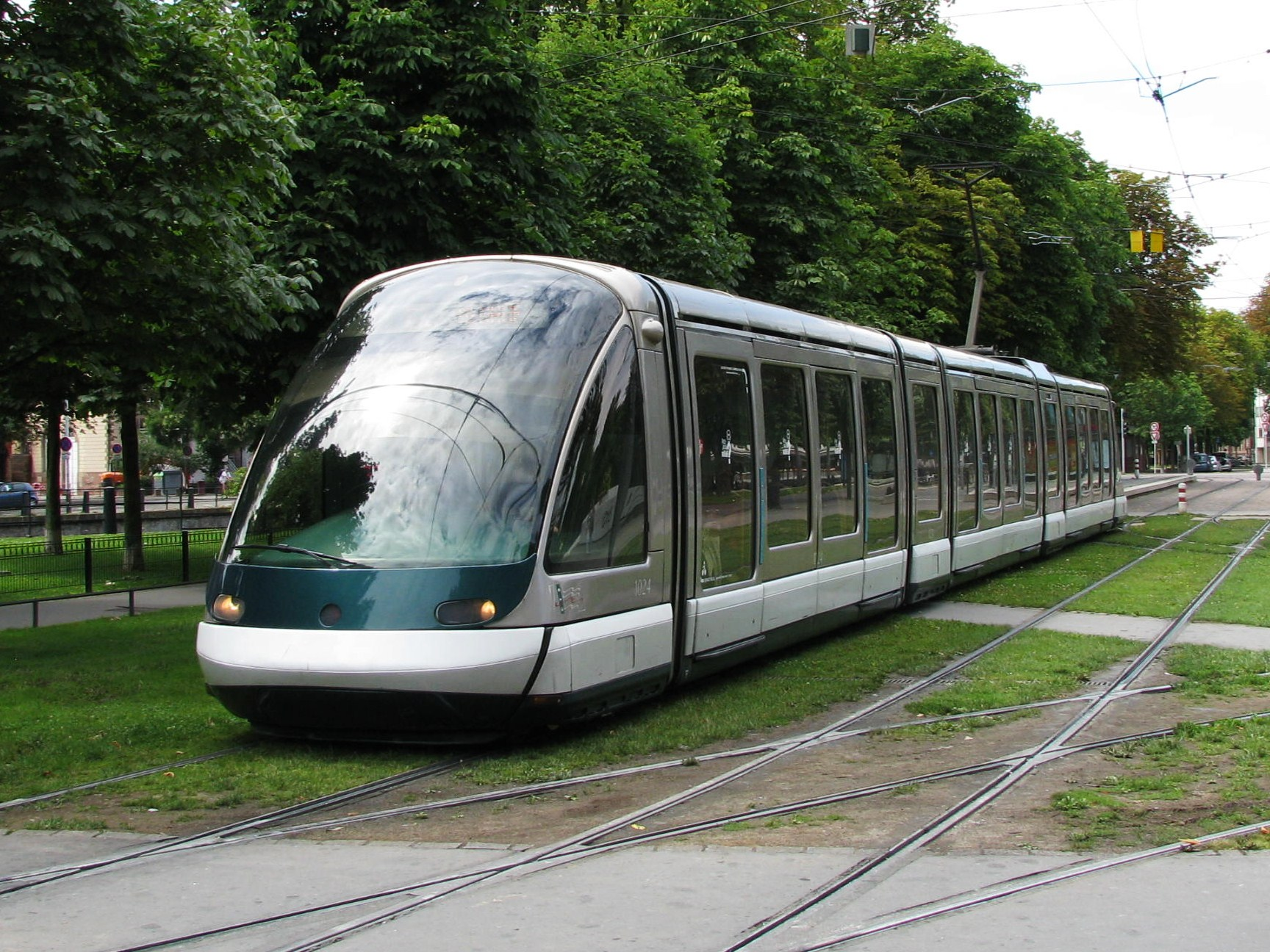
«Eurotram» у Страсбурзі

Трамваї Flexity і ЛРТ зазвичай належать до однієї з шести стандартних моделей.
Виготовлені з корозійно-стійкої вуглецевої сталі та оснащені кабінами водія, виготовленими з пластику, армованого склом
,
вони мають модульну конструкцію, яку можна налаштувати відповідно до конкретних вимог операторів, включаючи різну ширину колії та різну напругу. Модулі також можна легко замінити у разі пошкодження.

Трамваї «Flexity» є однокабінні або двокабінні.
Конструкція з низькою підлогою з багатоцільовими зонами є стандартною для більшості моделей, що забезпечує легкий доступ до транспортних засобів для людей на інвалідних візках.
Існують також конфігурації з високою підлогою для LRV Flexity і можуть бути використані у мережах трамвай-поїзд.
| Назва           | Відсоток низької підлоги                          | Спрямованість               | Макс. швидкість | Ширина     | Довжина   |
| --------------- | ------------------------------------------------- | --------------------------- | --------------- | ---------- | --------- |
| Flexity 2       | 100 % низькопідлогові                             | Двокабінний                 | 70 км/год       | 2.3-2.65 м | 32.5 м    |
| Flexity Classic | 65–74 % низької підлоги                           | Однокабіний або Двокабінний | 70-80 км/год    |            | 21-45 м   |
| Flexity Outlook | 100 % низькопідлогові                             | Однокабіний або Двокабінний | 65–80 км/год    |            | 27–43.4 м |
| Flexity Swift   | 70–76 % низької підлоги або 100 % низькопідлогові | Двокабінний                 | 70-100 км/год   |            | 25–42 м   |
| Flexity Link    | 50 % низької підлоги                              | Двокабінний                 | 100 км/год      |            | 37 м      |
| Flexity Freedom | 100 % низькопідлогові                             | Двокабінний                 | 80 км/год       | 2.65 м     | 30.8 м    |

## Flexity 2

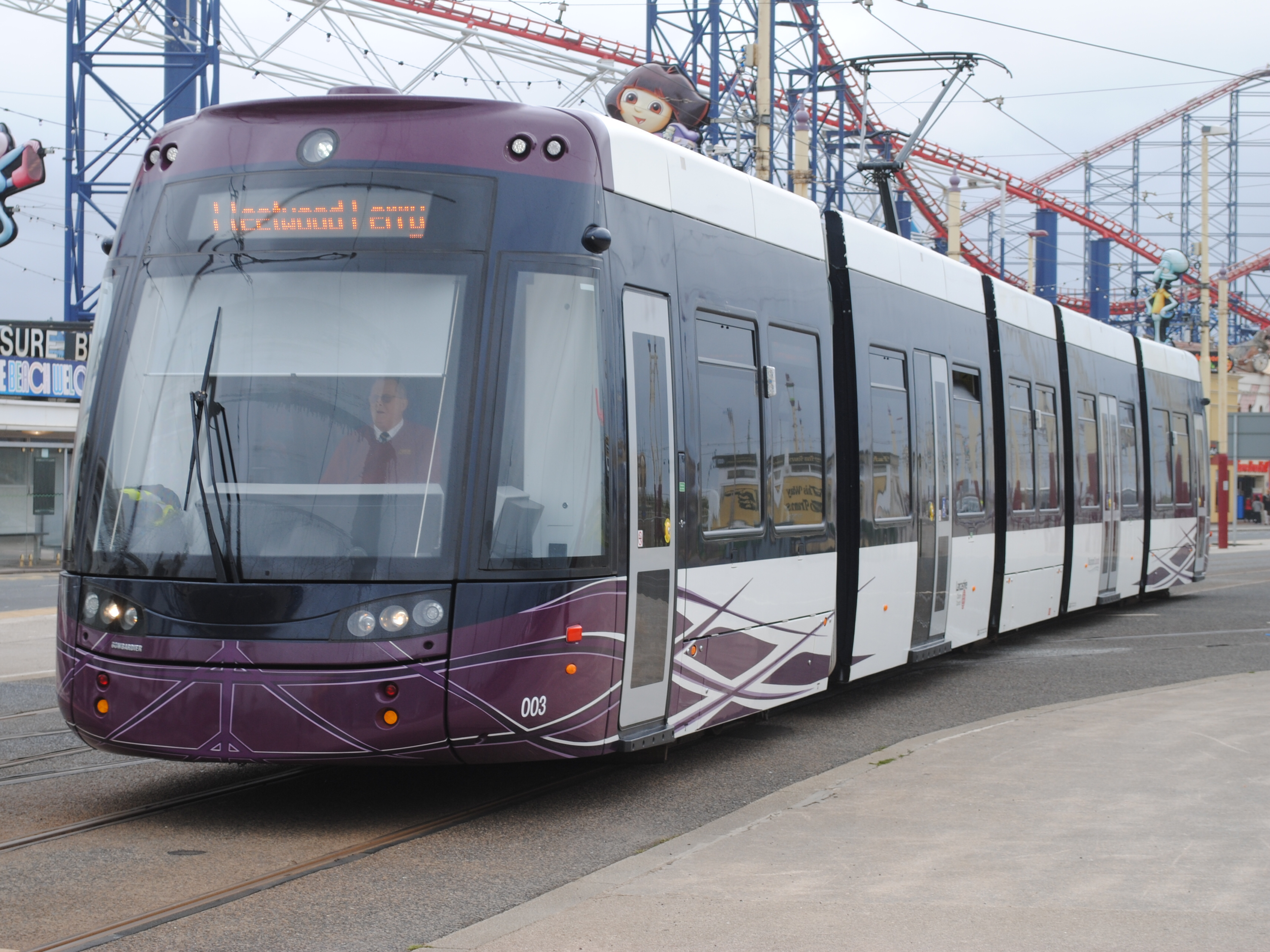
«Flexity» 2 у Блекпулі

Як модель трамвая преміум-класу від Bombardier
,
трамвай Flexity 2 є на 100 % низькопідлоговим транспортним засобом із покращеною корозійною стійкістю, захистом від ударів, енергоефективністю та більш просторим салоном завдяки зменшенню ширини його боковини.

Він також сумісний із системою зарядки провідних акумуляторів PRIMOVE від Bombardier.
Ці транспортні засоби зараз використовуються у Блекпулі, Голд-Кості, Базелі та Антверпені тощо.

## Flexity Classic

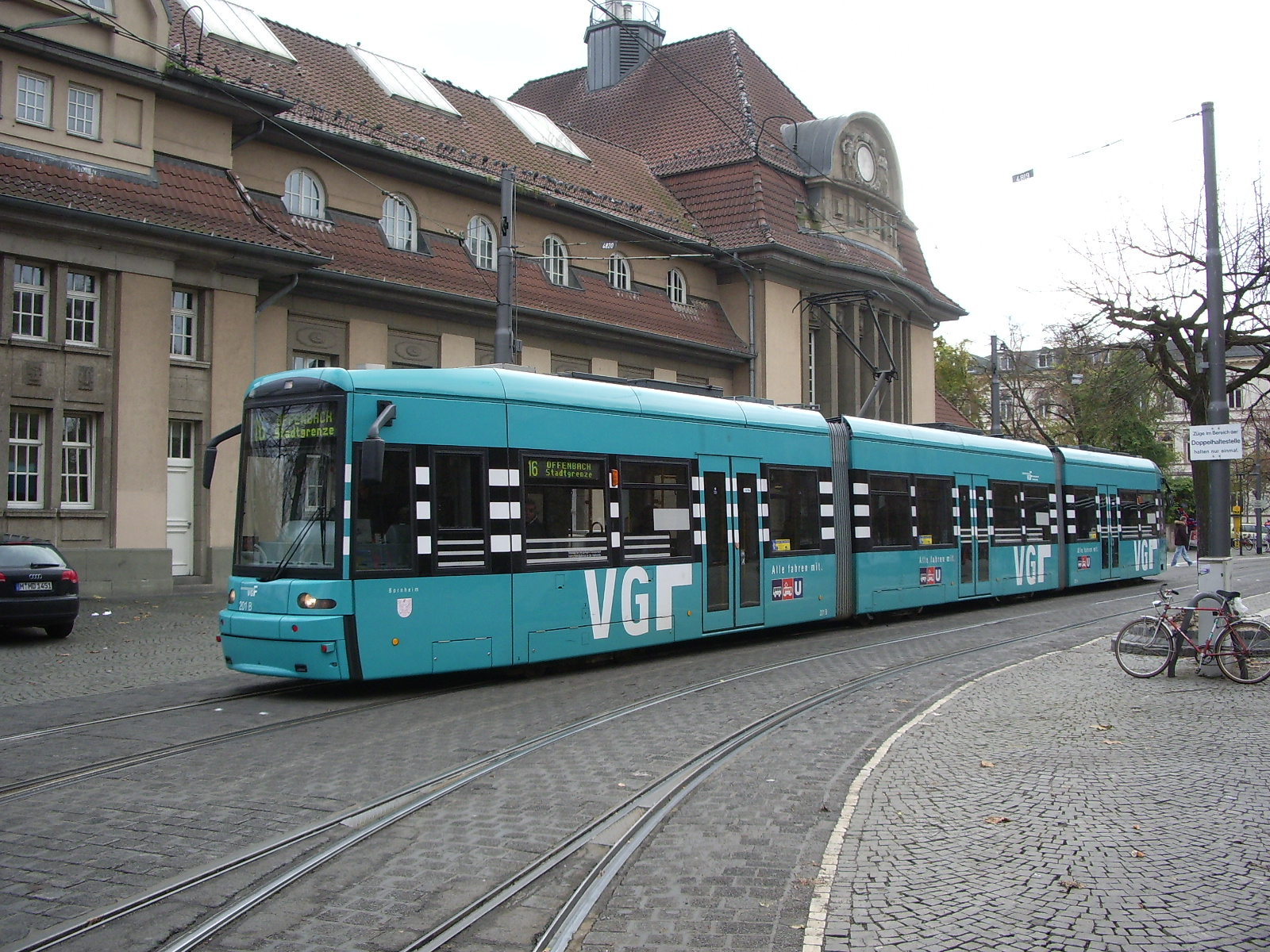
«Flexity Classic» у Франкфурті

Маючи традиційний зовнішній вигляд, але з тими ж конструктивними особливостями та технологіями, що й інші транспортні засоби
,
Flexity Classic на 70 % з низькою підлогою вимагає порівняно менше обслуговування порівняно з іншими моделями трамваїв Flexity
.
Модель насамперед спрямована на забезпечення високопропускного громадського транспорту у щільно розташованих міських районах.
Ці транспортні засоби зараз використовуються в Аделаїді, Дрездені, Ессені, Франкфурті та Касселі тощо.

## Flexity Outlook
Маючи 100 % низької підлоги,

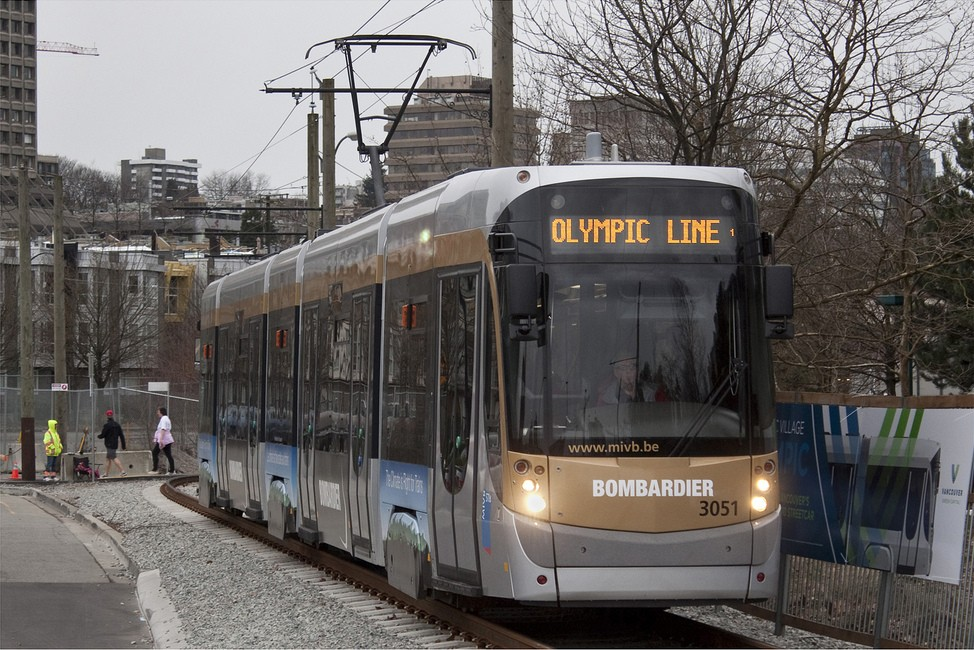
«Flexity Outlook» з Брюсселя (у Ванкувері)

модель Flexity Outlook має два різних дизайни: Eurotram і Cityrunner. Eurotram спочатку був задуманий італійським Socimi як особливий трамвай, схожий на потяг, з великими вікнами та візками як з електроприводом, так і без

Cityrunner має більш звичайний зовнішній вигляд, але його можна легко налаштувати, і його модулі легко ремонтуються.
На початок 2020-х ці транспортні засоби використовуються у Страсбурзі, Порту, Брюсселі та Марселі тощо.

## Flexity Swift

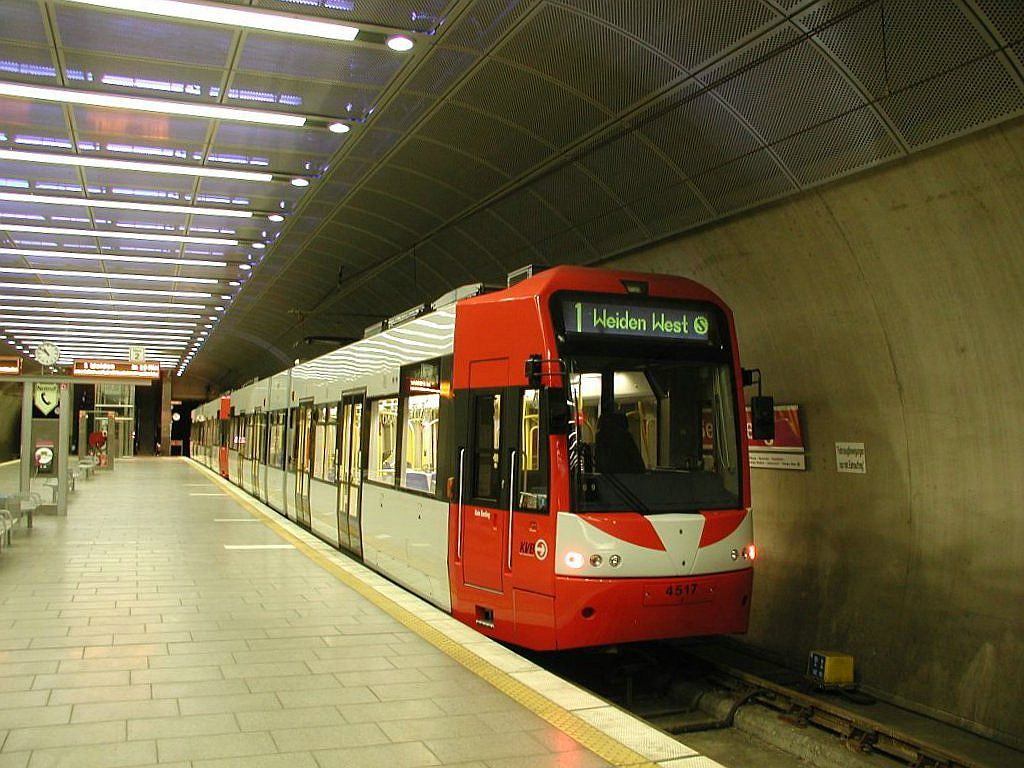
«Flexity Swift» у Кельні

Flexity Swift, розроблений як двокабінний легкорейковий транспортний засіб з низькою або високою підлогою,

був запроектований для використання на високошвидкісних інтерурбанах і легкорейкових лініях

з різною довжиною кузова та можливістю утворювати потяги і бути сконструйованим, щоб відповідати високим стандартам ударостійкості.
На початок 2020-х ці транспортні засоби використовуються у Кельні, Лондоні, Манчестері тощо.

## Flexity Link

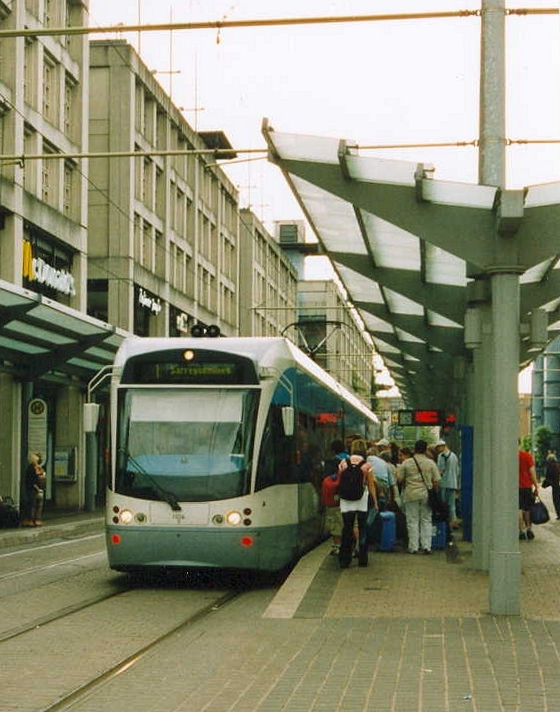
«Flexity Link» у Саарбрюккені

Трамвай-поїзд «Flexity Link» має двосистемне електроспоживання і сумісний з правилами магістральних залізниць (наприклад, BOStrab), які дозволяють працювати як на міських трамвайних мережах, так і на магістральних залізницях, знижуючи витрати на транспортну інфраструктуру.
Хоча ця конкретна модель використовується лише у Саарбрюккені
,
нещодавно було зроблено замовлення на транспортні засоби «Flexity Swift» з подвійною напругою у Карлсруе, де була започаткована концепція трамвай-поїзда.

## Flexity Freedom

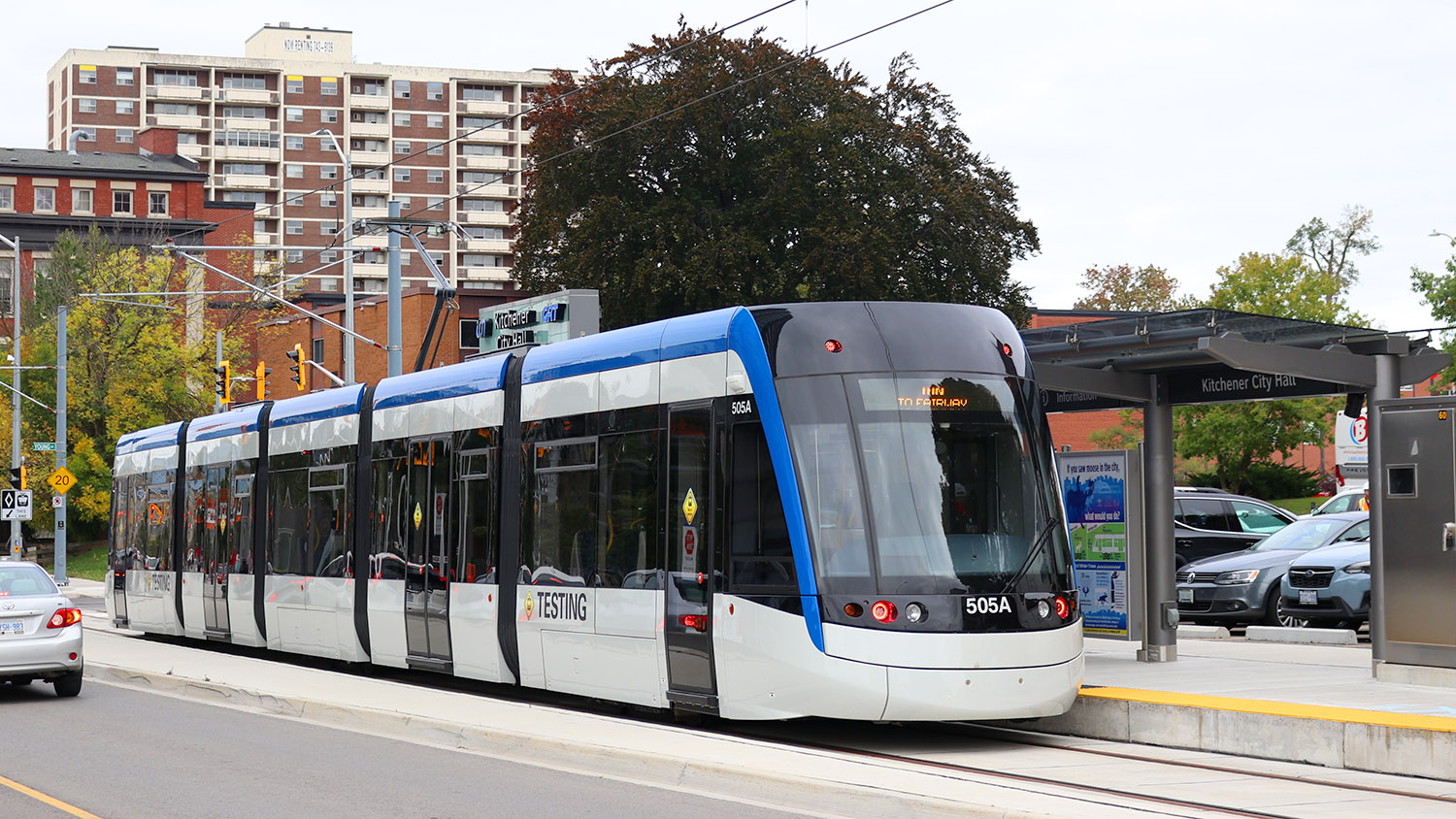
«Flexity Freedom» у Кітченер-Ватерлоо

«Flexity Freedom» орієнтована на ринок Північної Америки.

Як і решта моделей «Bombardier Flexity», він виготовлений із 100 % низькопідлогових модулів і має такі ж можливості, як і «Flexity Swift», а також кондиціонер і легко налаштовуваний інтер'єр.
Розроблена для мережі «Transit City» в Торонто, Кітченер-Ватерлоо та інших проектів ЛРТ в Онтаріо
,
модель була обрана для «Valley Line» в Едмонтоні

і пропонується Bombardier для майбутніх замовлень у Північній Америці.

## Індивідуальні рішення

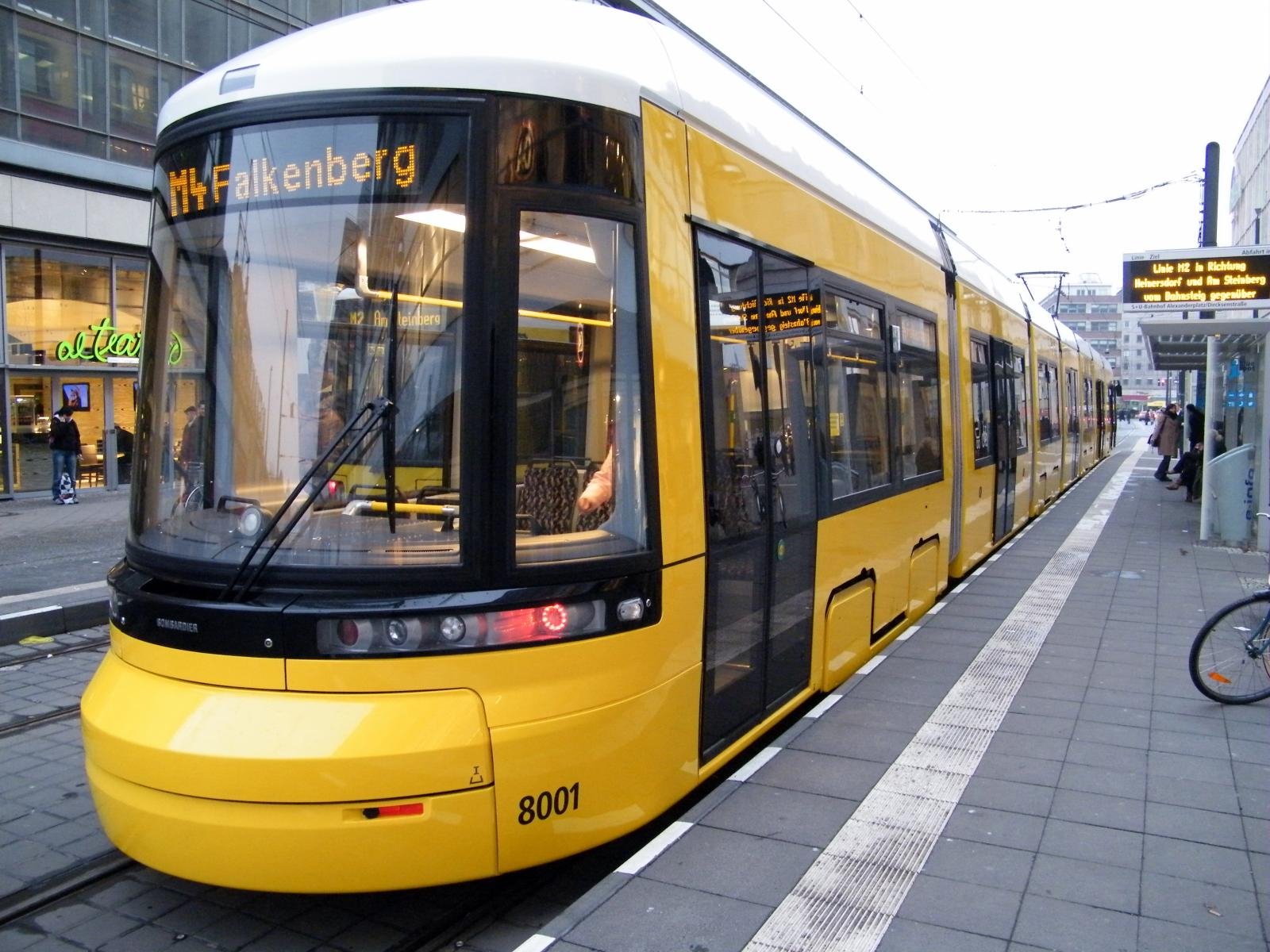
«Flexity Berlin» у Берліні

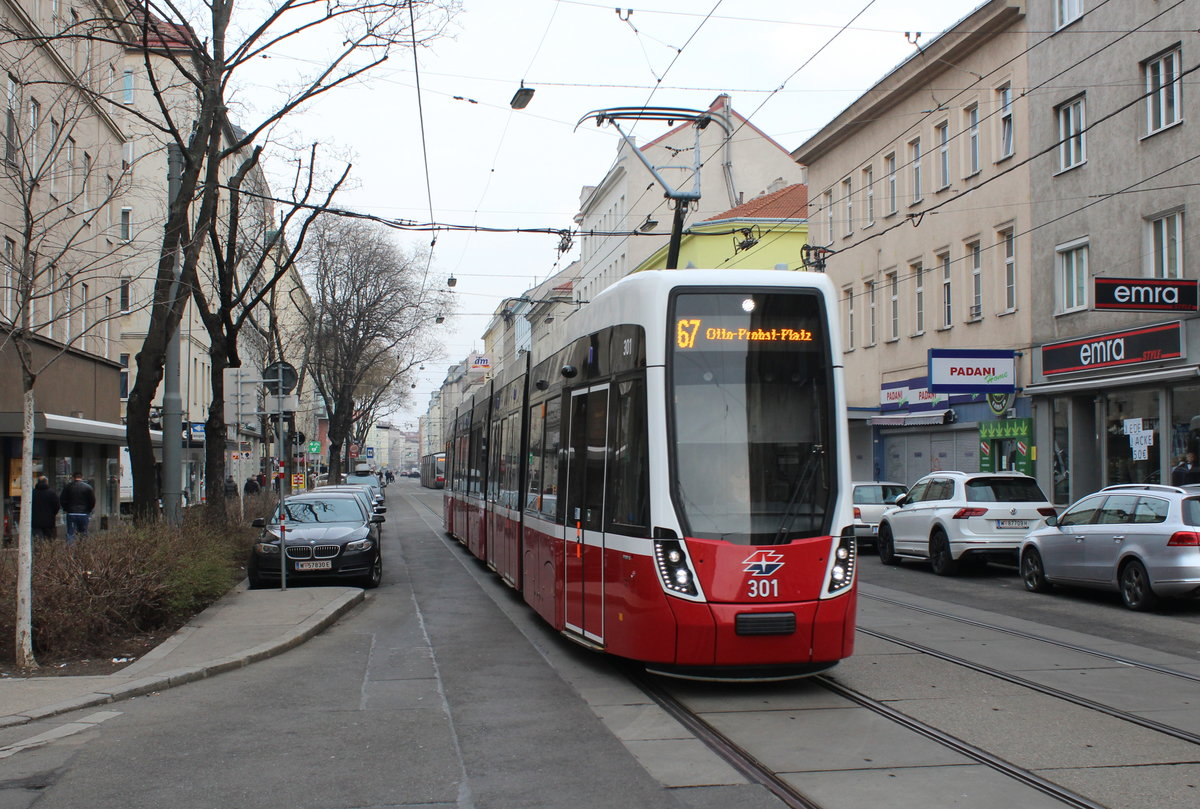
«Flexity Wien» у Відні

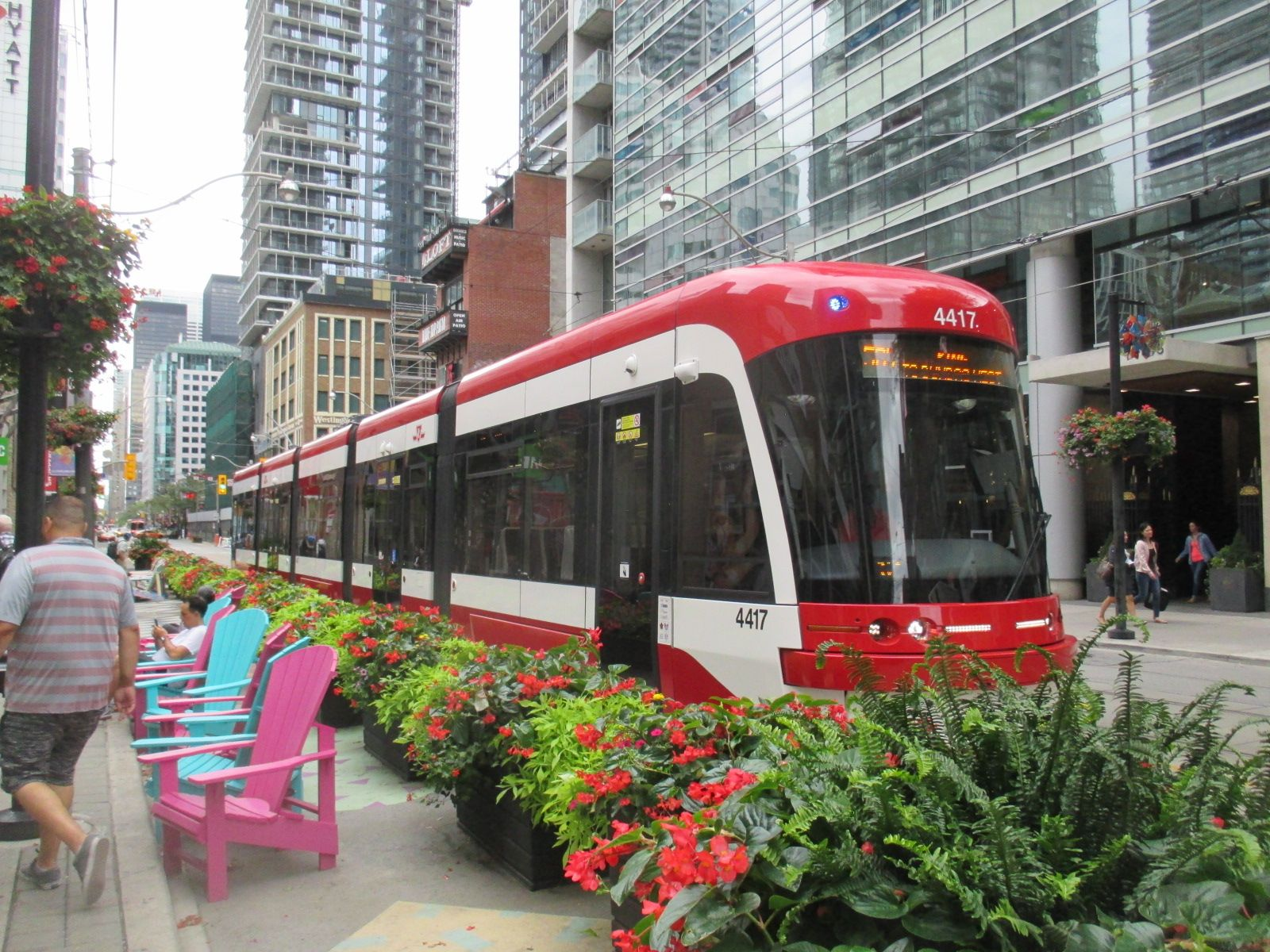
«Flexity Outlook» у Торонто

Варіанти трамваїв «Bombardier Flexity», що були спеціально розроблені для використання в певних містах, таких як Берлін, Відень і Торонто.

### Берлін
«Flexity Berlin» розроблений для берлінської трамвайної мережі та заснований на старій моделі Bombardier Incentro, розробленій Adtranz.
Має 100 % низької підлоги, має однокабінні та двокабінні версії використовуються з п'ятьма або сімома секціями.

### Відень
«Flexity Wien» розроблений для віденської трамвайної мережі.
Похідний від «Flexity Berlin» з елементами серії «Flexity 2», це п'ятисекційний, 100 % низькопідлоговий, однокабінний трамвай з висотою підлоги 215 мм, що дозволяє посадку на рівні тротуару, як Siemens ULF.

### Торонто
Похідна від «Flexity Outlook» була створена для трамвайної мережі Торонто, щоб замінити старі CLRV та ALRV, створені UTDC.

Складаються з п'ятисекцій, оснащені кондиціонером, створені відповідно до унікальної ширини колії TTC 4фути 10+7⁄8дюймів (1495мм) і повністю сумісний з існуючою мережею.

### Інші моделі
«Bombardier» також виготовив інші моделі трамваїв, які вони не відносять до серії «Flexity»,
:
«Bombardier Cobra» для Цюриха та «Bombardier Incentro» для Нанта та Ноттінгема. Ці моделі більше не виробляються, і на зміну їм розробили серію «Flexity».